# Ateuchus perezvelai
Ateuchus perezvelai är en skalbaggsart som beskrevs av Kohlmann 2000. Ateuchus perezvelai ingår i släktet Ateuchus och familjen bladhorningar. Inga underarter finns listade.